# Панове авантюристи
«Панове авантюристи» («ბატონი ავანტიურისტები») — радянський художній фільм 1985 року, знятий режисером Бідзіною Чхеїдзе на кіностудії «Грузія-фільм».

## Сюжет
Власник більшої частини акцій однієї з потужних європейських корпорацій заповідає свій стан Бучі Гвінерії, громадянинові Грузії. Після смерті акціонера президент компанії вирішує фізично усунути спадкоємця. З цією метою він посилає до Грузії найманого вбивцю Френка Джексона (агента 008) та його помічника Бабадулі.

## У ролях
- Мамука Кікалейшвілі — Френк Джексон, «агент 008»
- Трістан Саралідзе — Бабадулі
- Кахі Кавсадзе — Буча Гвінерія
- Гурам Пірцхалава — Амбросій Квінтрадзе
- Рамаз Гіоргобіані — Гено Зумбадзе, ревізор
- Гіві Урушадзе — Шеф
- Георгій Матарадзе — Бен
- Дмитро Гонгліашвілі — заступник Шефа
- Шота Крістесашвілі — заступник Шефа
- Нана Мчедлідзе — Сесілія
- Карло Саканделідзе — Костайя Тклапіде
- Гулчіна Дадіані — дружина Бучі
- Ніно Месхурадзе — Цира
- Олександр Савицький — епізод
- Темур Чхеїдзе — епізод
- Нука Кацитадзе — дівчина з неба
- Гурам Петріашвілі — епізод
- Лері Зардіашвілі — східний мафіозо
- Бічіко Андронікашвілі — епізод
- Зейнаб Боцвадзе — Ніно, вчителька німецької
- Тамара Кірікашвілі — чергова у готелі
- Шалва Гедеванішвілі — епізод
- І. Лаліашвілі — епізод
- Тамар Черкезішвілі — епізод
- Марина Мадатова — епізод
- Давит Давидзаде — епізод
- М. Чивадзе — епізод
- Михайло Вашадзе — Симон

## Знімальна група
- Режисер — Бідзіна Чхеїдзе
- Сценарист — Аміран Чічінадзе
- Оператори — Георгій Челідзе, Нугзар Еркомаїшвілі
- Композитор — Яків Бобохідзе
- Художник — Нодар Сулеманашвілі